# Закон Украины «О языках в Украинской ССР»
Закон «О языках в Украинской ССР» (укр. Закон УРСР «Про мови в Українській РСР») был принят 28 октября 1989 (ещё до провозглашения независимости Украины). Закон стал первым весомым достижением национально-демократических сил и закрепил позиции, которые в то время получили украинская интеллигенция и национальное движение. Впоследствии данный закон был отменён законом Украины «Об основах государственной языковой политики».

## Содержание
Закон содержал следующие разделы:
1. ОБЩИЕ ПОЛОЖЕНИЯ
2. ЯЗЫК ГОСУДАРСТВЕННЫХ, ПАРТИЙНЫХ, ОБЩЕСТВЕННЫХ ОРГАНОВ, ПРЕДПРИЯТИЙ, УЧРЕЖДЕНИЙ И ОРГАНИЗАЦИЙ
3. ЯЗЫК ОБРАЗОВАНИЯ, НАУКИ, ИНФОРМАТИКИ И КУЛЬТУРЫ
4. ЯЗЫК ИНФОРМАЦИИ И СВЯЗИ
5. ЯЗЫК НАЗВАНИЙ
6. СОДЕЙСТВИЕ НАЦИОНАЛЬНО-КУЛЬТУРНОМ РАЗВИТИЮ УКРАИНСКОГО, КОТОРЫЕ ПРОЖИВАЮТ ЗА ПРЕДЕЛАМИ УКРАИНСКОЙ ССР

## Предписания
Согласно статье 2 государственным языком Украинской ССР устанавливался украинский язык:
«Согласно Конституции Украинской ССР государственным языком Украинской Советской Социалистической Республики является украинский язык. Украинская ССР обеспечивает всестороннее развитие и функционирование украинского языка во всех сферах общественной жизни. Республиканские и местные государственные, партийные, общественные органы, предприятия, учреждения и организации создают всем гражданам необходимые условия для изучения украинского языка и углубленного овладения ею».
Вместе с тем в Законе указано, что государство создает необходимые условия для развития и использования языков других национальностей, проживающих на Украине.

## Значение
Похожие законы приняли Грузия, а также парламенты балтийских стран. При этом закон о языке несколько отличался от радикального законопроекта, который предлагали Союз писателей, Общество украинского языка.
Одновременно закреплялось официальное использование русского языка на Украине, как языка межнационального общения СССР. В частности, должностные лица были обязаны владеть как украинским, так и русским языком, акты высших органов должны были публиковаться на двух языках, изучения во всех общеобразовательных школах украинского и русского языков являлись обязательным. Последний пункт утратил свою силу в связи с прекращением существования СССР.